# Серхіо Леон Чавес (стадіон)
Естадіо Серхіо Леон Чавес (ісп. Estadio Sergio León Chávez) — футбольний стадіон в місті Ірапуато, штат Гуанахуато, Мексика. Він розташований у районі Чінакос, фінансовому та діловому центрі міста. Стадіон є домашньою ареною футбольного клубу «Ірапуато» і був місцем проведення чемпіонату світу 1986 року.

## Історія
Стадіон відкрили 23 березня 1969 року під назвою «Естадіо Ірапуато». Свою нинішню назву він отримав 4 січня 1990 року на честь колишнього президента «Ірапуато», при якому відбулось будівництві стадіону.
27 жовтня 1968 року правління «Ірапуато» запросило на матч-відкриття арени олімпійську збірну Іспанії, яка в цей час брала участь у Олімпійських іграх у Мексиці. Іспанці у першій грі на новій арені обіграли «Ірапуато» з рахунком 8:2. Перший гол забив капітан іспанців Хуан Мануель Асенсі.
Першочергово Морелія була обрана однією з 12 місць проведення чемпіонату світу з футболу 1986 року. Однак, оскільки не вдалося вчасно підготувати місцевий стадіон до турніру, матчі були перенесений у Ірапуато. Стадіон «Ірапуато» мав початкову місткість 16 000 глядачів. У 1983 році Ірапуато був обраний одним із майданчиків проведення молодіжного чемпіонату світу 1983 року. Під час цього заходу було підтверджено, що місто отримало і право на проведення чемпіонату світу 1986 року, що змусило розширити стадіон до 30 000 місць.
На арені були проведені три матчі Групи С чемпіонат світу 1986 року:
- 02.06.  СРСР 6-0  Угорщина 6-0 (16 600 глядачів)
- 06.06.  Угорщина 2-0  Канада (13 800 глядачів)
- 09.06.  СРСР 2-0  Канада (14 200 глядачів)

У 1994 році на стадіоні було встановлено освітлення.